# Berkeley (New Jersey)
Berkeley è un comune (township) degli Stati Uniti d'America nella contea di Ocean, nello Stato del New Jersey. 
Deve il suo nome a John Berkeley, I Barone Berkeley di Stratton, uno dei fondatori della Provincia del New Jersey.